# Alexandre Mossolov
Œuvres principales
Les Fonderies d'acier
Alexandre Vassilievitch Mossolov (en russe : Александр Васильевич Мосолов ; ISO 9 : Aleksandr Vasil'evič Mosolov), né le 11 août 1900 à Kiev et mort le 11 juillet 1973 à Moscou, est un compositeur soviétique.

## Biographie
Né à Kiev le 11 août 1900, Mossolov, dont le père était avocat et la mère cantatrice, passe sa jeunesse à Moscou ; il est fortement influencé par les idées prorévolutionnaires de son beau-père, le peintre Mikhaïl Leblanc, que sa mère avait épousé en secondes noces en 1905. 
Il travaille au secrétariat du parti bolchevique et n'hésite pas à s'engager dans le 1er régiment de cavalerie de Moscou (1918-1920) partant se battre contre les armées blanches. Lorsqu'il regagne Moscou, blessé, décoré par deux fois, il prend des leçons de piano auprès de Prokofiev et suit, au Conservatoire (1922-1925), les classes de Konstantin Igoumnov pour le piano, et de Nikolaï Miaskovski pour la composition. Il reçoit à Kiev les conseils de Reinhold Glière.
Entre 1924 et 1928, il écrit une trentaine d'ouvrages, à la fois d'avant-garde et de pionnier socialiste convaincu. De nombreux manuscrits semblent perdus, ainsi quatre des huit sonates pour piano recensées. Les Sonates no 4 op. 11 (achevée en 1927) et no 5 op. 12 (1929) suffisent à montrer l'originalité d'un talent faisant le lien entre l'héritage de Scriabine et le « pianisme motorique » du Prokofiev « parisien ». 
L'opus 11 est en un seul mouvement alternant constamment presto et lento, poétique dans laquelle le charme est remplacé par l'extatisme dissonant, le diabolique postlisztien par la violence. L'opus 12 demeure la sonate la plus impressionnante en ses quatre mouvements (allegro affanato, elegia, scherzo martiale et adagio languente e patetico), aussi excessifs et imprévisibles sur le plan de l'expression que témoins d'une science achevée de l’écriture. À cette époque, l’œuvre de chambre comprend : le Quatuor à cordes no 1 (créé au festival 1927 de la Société internationale pour la musique contemporaine, SIMC, à Francfort-sur-le-Main) ; deux sonates, l'une pour violon et piano (1927), l'autre pour alto et piano (1928) ; un Trio pour violoncelle, clarinette et piano (1927) ; la Suite de danses pour trio avec piano (1928).
Il étudie la musique au conservatoire de Moscou et s'initie à la composition auprès de Reinhold Glière.
Il incarne un temps l'avant-garde musicale soviétique et se rend célèbre en 1927 par cette pièce symphonique Les Fonderies d'acier tirée du ballet L'Acier.
Il est alors à la musique ce que Fernand Léger est à la peinture, cherchant à traduire musicalement, après Paul Hindemith, Arthur Honegger et Sergueï Prokofiev, le mouvement du machinisme et de l'industrialisme.
Accusé de formalisme, il tombe en disgrâce sous le règne de Staline dans les années 1930 et est exclu de l'Union des compositeurs soviétiques en 1936.
Il a laissé une œuvre variée comportant des sonates pour piano, des concertos pour violoncelle, un concerto pour piano, un concerto pour harpe, de la musique de chambre et deux opéras. Il est enterré au cimetière de la Présentation à Moscou.